# Nicolas-Antoine Nouet
Nicolas-Antoine Nouet, né le 30 août 1740 à Pompey (aujourd'hui en Meurthe-et-Moselle) et mort le 24 avril 1811 à Chambéry, est un astronome français.

## Biographie
Après un séjour dans l'ordre des Cisterciens, il entre à l'Observatoire de Paris en 1785, recruté comme élève par Jean-Dominique Cassini IV. Un an après à la démission de ce dernier (en 1793), il en sera brièvement directeur temporaire.
Astronome, ingénieur en chef, géographe, il est l'un des doyens de l'expédition d'Égypte, et l'un des plus laborieux. Membre de l'Institut d'Égypte le 22 août 1798, dans la section des mathématiques, il est élu président le 8 septembre 1800.
Il apporte une aide importante aux ingénieurs géographes. Contrairement à d'autres savants, il a eu la chance de ne pas perdre ses instruments dans le naufrage du Patriote ou dans le pillage de la maison de Caffarelli. Il dispose d'un cercle multiplicateur de Borda, d'une montre marine de Bertoud et d'une lunette astronomique de Dollond. Il détermine les latitudes en observant les éclipses des satellites de Jupiter.
De retour en France, il devient ingénieur topographe au bureau de la Guerre et dirige les opérations topographiques de la carte du Mont-Blanc.
L'astéroïde (18638) Nouet a été nommé en son honneur.